# نسيم بونقجة
نسيم بونقجة (مواليد 23 أكتوبر 1976) لاعب كرة قدم جزائري دولي سابق. ولعب ثماني مباريات مع المنتخب الجزائري ولعب مع الفريق في كأس إفريقيا للأمم 2002.

## المسيرة الدولية
ظهر بونقجة لأول مرة مع المنتخب الجزائري في 31 يوليو 1998، في مباراة تأهيلية لكأس إفريقيا للأمم 2000 ضد ليبيا. بدأ بونقجة المباراة مع الجزائر التي فازت بنتيجة 2-0.

## إحصائيات الفريق الوطني
| منتخب الجزائر | منتخب الجزائر | منتخب الجزائر |
| السنة         | المباريات     | الأهداف       |
| ------------- | ------------- | ------------- |
| 1998          | 3             | 0             |
| 1999          | 1             | 0             |
| 2000          | 0             | 0             |
| 2001          | 2             | 0             |
| 2002          | 2             | 0             |
| مجموع         | 8             | 0             |

## التتويجات

### النادي
- شباب بلوزداد
  - البطل الجزائري الوطني
    - الفائز: 2000-01، 2000–02

  - كأس الرابطة الجزائرية
    - الفائز: 2000

## روابط خارجية
- نسيم بونقجة على موقع قاعدة بيانات كرة القدم.إي يو (الإنجليزية)
- نسيم بونقجة على موقع ناشيونال فوتبول تيمز (الإنجليزية)